# Мізоновське сільське поселення
Мізо́новське сільське поселення (рос. Мизоновское сельское поселение) — муніципальне утворення у складі Ішимського району Тюменської області, Росія.
Адміністративний центр — село Мізоново.

## Населення
Населення — 978 осіб (2020; 1028 у 2018, 1174 у 2010, 1479 у 2002).

## Склад
До складу поселення входять такі населені пункти:
| Населений пункт | Населення, осіб (2002) | Населення, осіб (2010) |
| --------------- | ---------------------- | ---------------------- |
| Мізоново, село  | 1252                   | 1047                   |
| Ожогино, село   | 227                    | 127                    |